# Ioke (mitologia)
Nella mitologia greca, Ioke (in greco:Ἰωκή) è la personificazione femminile dell'assalto, della mischia, e dell'inseguimento durante una battaglia. Nell'Iliade è uno dei demoni, o spiriti, di Egida e di Zeus. Gli altri sono Fobos, Eris e Alke.